# چاوک (دشتستان)
چاوک (دشتستان)، روستایی از توابع بخش ارم شهرستان دشتستان در استان بوشهر ایران است.

## جمعیت
این روستا در دهستان دهرود قرار دارد و براساس سرشماری مرکز آمار ایران در سال ۱۳۸۵، جمعیت آن ۵۲۶ نفر (۹۷خانوار) بوده‌است.